# Paul Feldkeller
Paul Feldkeller, född den 12 april 1889, död 1972, var en tysk filosof.
Feldkeller stod ursprungligen nykantianismen nära. Hans mål var att grunda en metafysik. Feldkeller stod i nära beröring med Hermann Keyserling, för vilken han tog parti i flera skrifter. Bland Feldkellers arbeten märks Untersuchungen über normatives und nichtnormatives Denken (1914), Psychologie des patriotischen Denkens (1918), Die Idee der richtigen Religion (1921), Graf Keyserlings Erkenntnisweg zum Übersinnlichen (1922) samt Verständigung als philosophisches Problem (1928).